# Mohammed Al-Khilaiwi
Mohammed Saleh Al-Khilaiwi (arabiska: محمد الخليوي), född 21 augusti 1971, död 13 juni 2013, var en saudisk fotbollsspelare. Mellan 1990 och 2003 gjorde Al-Khilaiwi 142 landskamper för Saudiarabiens landslag. Han spelade flera internationella turneringar, bland annat två VM-slutspel.